# Saint-Cirgues-en-Montagne

Saint-Cirgues-en-Montagne este o comună în departamentul Ardèche din sud-estul Franței. În 1 ianuarie 2022 avea o populație de 215 de locuitori.